# Албит
Албит - је минерал из групе алуминосиликата. Име потиче од латинске речи albus која значи бели.

## Хемијске и физичке особине
- молекулска формула :
- кристална система: триклинична
- Тврдоћа по Мосовој скали : 6 - 6,5
- Густина : 2,62 g/cm3
- Боја : безбојан или више боја
- Сјајност : стакласта

## Заступљеност
Састојак је киселих магматских и седиментних стена.
Државе у којима се јавља у великој количини: 
- Канада
- Бразил
- САД
- Кенија, Аустралија, Индија, Јапан, Аустрија, Немачка, Норвешка, Шведска, Пољска, Француска, Италија, Швајцарска

## Примена
Користи зе за производњу материјала отпорних на топлоту и керамике.

## Варијетети
- албитни месечев камен
- кливландит - светлоплава модификација
- периклин - обично беле боје
- перистерит - обично беле или плаве боје. Налази примену у јувелирству